# Svaltingväxter
Svaltingväxter (Alismataceae) är en växtfamilj bland de enhjärtbladiga växterna som innehåller 12 släkten och drygt 80 arter.
Arterna påminner i formen om örter och lever i våtmarker eller i vattnet. Stjälken kan stå upprätt, ligga på marken eller flyta i vattnet. Hos svaltingväxternas blommor förekommer vita eller ljusröda kronblad. Efter mognaden bildas små ihopsittande nötter som innehåller frön som saknar frövita.